# Cayo Marqués de San Carlos Quiñones de León

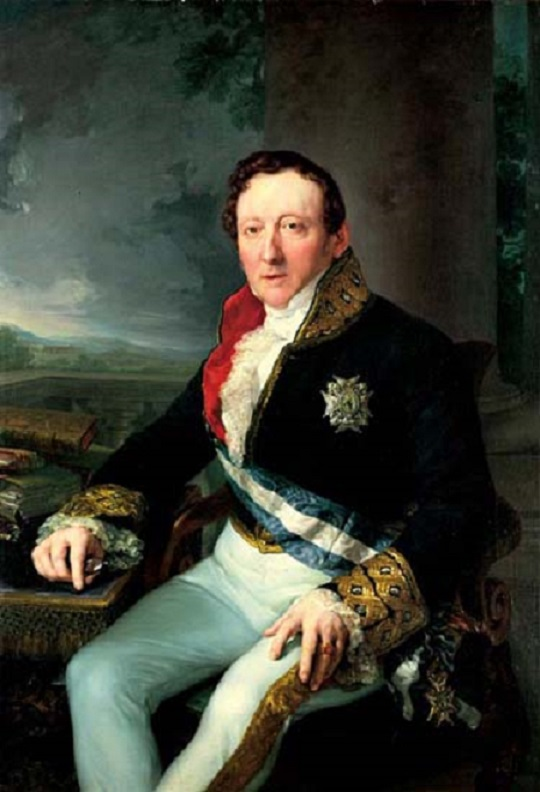

Cayo Marqués de San Carlos Quiñones de León (* 1819 in León; † 1898) war ein spanischer Diplomat.

## Leben
Cayo Quiñones war der Sohn von José María Quiñones de León Lorenzana (1788–1853), Marqués de Montevirgen, dem Finanzminister von Ferdinand VII.
Cayo de León trat als de Agregado sin sueldo (Attaché oder Praktikant) in den auswärtigen Dienst. Vom 24. November 1838 bis 1839 war er Gesandter in Paris. 1848 war Cayo Quiñones de Leon Gesandtschaftssekretär in Bern. Er kam mit Depeschen aus Wien, welche anzeigen, dass die unterbrochenen diplomatischen Verhältnisse von Spanien zu Österreich wieder aufgenommen worden waren.
1856 nahm die spanische Regierung diplomatische Beziehungen mit dem Bundestag (Deutscher Bund) in Frankfurt am Main auf. Von 1857 bis 1859 war Cayo Quiñones de Leon Gesandter in Frankfurt am Main.
1857 wurde das Marquesado de San Carlos (título de las Dos Sicilias) für ihn errichtet. Er saß für Ponferrada 1855 und 1858–1864 sowie 1876 in der Cortes (Ständeversammlung).